# Армистед Лафайет, Джеймс
Джеймс Армистед Лафайет (англ. James Armistead Lafayette; 10 декабря 1748/1760 ― 9 августа 1830) ― афроамериканский раб, который служил в Континентальной армии во время Войны за независимость США в качестве двойного агента. Деятельность Армистеда курировал маркиз де Лафайет. Осуществлял наблюдение над Бенедиктом Арнольдом (после того, как тот переметнулся к англичанам), затем ― над лордом Корнуоллисом в преддверии битвы при Йорктауне. Также давал англичанам фальшивую информацию.

## Жизнь и карьера
Джеймс Армистед был рабом Уильяма Армистеда, который проживал в Виргинии. Некоторые источники указывают на то, что Джеймс Армистед родился в 1748 году в городе Нью-Кент, округ Виргиния, в то время как другие источники утверждают, что он родился около 1760 года в Элизабет-Сити, Виргиния.
После получения согласия от своего хозяина, Армистед вызвался в 1781 году пойти добровольцем в армию под командованием Лафайета, который решил использовать его в качестве шпиона. Выдавая себя за беглого раба, он присоединился к лагерю бригадного генерала Бенедикта Арнольда, который сам был перебежчиком. Притворяясь шпионом англичан, Армистед завоевал доверие Арнольда до такой степени, что тот поручал ему вести британские войска по местным дорогам. «Бывший раб, который позже изменил свое имя на „Джеймс Армистед Лафайет“ в честь генерала, служил двойным агентом против англичан под командованием Лафайета, который был яростным противником рабства» ― писала историк Дебора Грей Уайт.
После того, как Арнольд отошел на север весной 1781 года, Джеймс отправился в лагерь лорда Чарльза Корнуоллиса, где снова был успешно принят. Он часто прогуливался по лагерю британцев, где офицеры открыто обсуждали свои стратегии в его присутствии. Армистед документировал полученную информацию в письменных отчетах, которые затем передавал другим американским шпионам. Таким образом, он передал много информации о британских планах по развертыванию войск и их вооружению. Разведывательные отчёты, полученные в результате его шпионажа, сыграли решающую роль в поражении англичан в битве при Йорктауне.

## Возвращение Лафайета
В 1824 году маркиз де Лафайет приехал в Соединенные Штаты по приглашению президента Джеймса Монро и посетил все 24 штата, в каждом из которых его встречали огромные толпы и везде чествовали как героя. Проезжая по Виргинии, где он посетил могилу Вашингтона и произнёс речь в Палате депутатов, Лафайет увидел Армистеда в толпе, после чего приказал остановить карету и выбежал, чтобы обнять его. Примерно в эти же дни Лафайет написал рекомендацию на имя Армистеда.

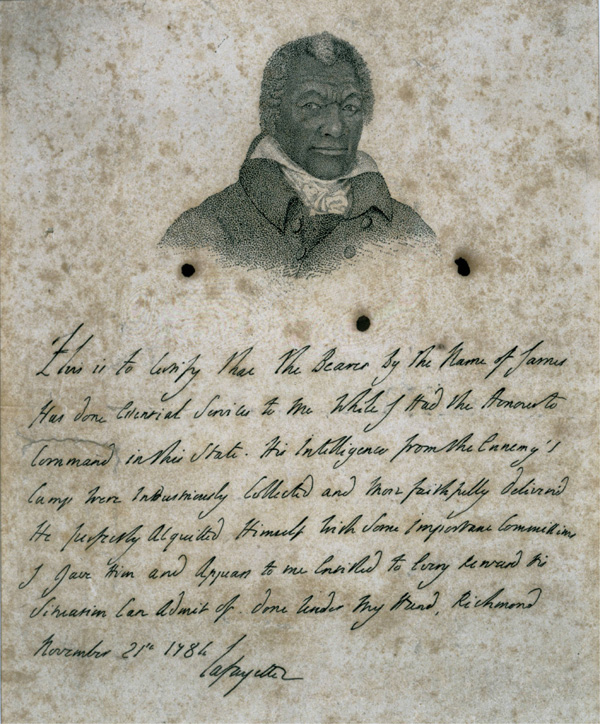
Факсимиле почётной грамоты на имя Джеймса Армистеда Лафайета, составленной маркизом де Лафайетом в 1784 году

## Эмансипация
Хотя в Вирджинии ещё в 1782 году был принят акт об освобождении рабов из рук хозяев, Джеймс Армистед оставался собственностью Уильяма Армистеда, поскольку новый закон 1783 года был направлен именно на освобождение тех рабов, чьи хозяева отправляли их служить в армию вместо себя в обмен на свободу, однако Армистед был шпионом, а не солдатом. В 1786 году, тем не менее, при поддержке Уильяма Армистеда, который был избран членом Палаты депутатов, а также и со свидетельством службы у маркиза де Лафайета, Джеймс обратился с прошением о предоставлении ему свободы в Генеральную ассамблею Виргинии. 9 января 1787 года Ассамблея удовлетворила его петицию. В это же время он решил добавить «Лафайет» к своему имени в честь генерала.
Армистед затем продолжил жить в Нью-Кенте со своей новой женой, сыном и ещё несколькими детьми. Он стал богатым фермером и владел тремя рабами. В 1818 году он обратился в законодательное собрание штата за финансовой поддержкой. Он получил $60 единовременно и также ему была назначена ежегодная пенсия в $40 за его заслуги в войне.
Армистед умер 9 августа 1830 года в Балтиморе, штат Мэриленд.